# Grupa Azoty ATT Polymers
Grupa Azoty ATT Polymers GmbH (skrócona nazwa: Grupa Azoty ATT POLYMERS) – jedno z wiodących przedsiębiorstw produkujących poliamid 6 (PA6) w Europie Zachodniej. W 2009 r. przejęte przez Zakłady Azotowe w Tarnowie-Mościcach, obecnie wchodzi w skład Grupy Azoty, lidera w produkcji nawozów, tworzyw konstrukcyjnych oraz kaprolaktamu. Grupa Azoty ATT POLYMERS ma swoją siedzibę w Guben (Niemcy).
Spółka dysponuje własnym laboratorium oraz współpracuje z nowoczesną placówką badawczą Grupy Azoty mieszczącą się w Tarnowie. Jej działalność koncentruje się zarówno na rozwoju istniejących produktów, jak i na badaniach nad nowymi wyrobami.

## Historia
W 1958 r. władze Niemieckiej Republiki Demokratycznej zdecydowały o zwiększeniu wolumenu produkcji krajowych włókien syntetycznych. Głównym elementem tego planu była budowa kombinatu chemicznego w Guben. Pierwsze obiekty Chemiefaserwerk Guben powstały w 1960 r. na miejscu byłych zakładów zbrojeniowych Rheinmetall-Borsig, zaś w 1964 r. rozpoczęto próbną produkcję. W 1968 r. rozpoczęto wytwarzanie w Guben poliamidu 6, służącego do wyrobu przędzy dywanowej. W latach 1979–1980 rozszerzono możliwości produkcyjne w obrębie PA6.
Po zjednoczeniu Niemiec zakłady funkcjonowały pod nazwą Chemiefaserwerk Guben GmbH. W wyniku licznych przekształceń własnościowych w 1998 r. powstała spółka Plastomid Polymere GmbH, specjalizująca się w produkcji poliamid 6 (20 tys. t rocznie). Dwa lata później zmodernizowano reaktory polimeryzacji poprzez ich przestawienie na produkcję dwustopniową. Odtąd oprócz nowych rodzajów granulatu wysokowiskozowego, możliwe było wejście na rynek folii. W 2005 r. firma zmieniła nazwę na Unylon Polymers GmbH i zwiększyła moce wytwórcze do 47 tys. ton PA6 rocznie. W wyniku kryzysu finansowego nie udało się utrzymać rentowności produkcji i w 2009 r. rozpoczęto postępowanie upadłościowe firmy. Jednym z jego elementów było poszukiwanie inwestora, który przejąłby Unylon Polymers GmbH. W 2010 r. zakłady zostały przejęte w 100% przez Zakłady Azotowe w Tarnowie-Mościcach S.A. W wyniku konsolidacji największych polskich firm chemicznych, przedsiębiorstwo od 2013 r. nosi nazwę Grupa Azoty ATT Polymers GmbH.

## Akcjonariat
100% akcji należy do Grupy Azoty, mającej większościowe pakiety w największych polskich zakładach Wielkiej Syntezy Chemicznej (Kędzierzyn-Koźle, Police, Puławy i Tarnów).

## Władze
Spółką kieruje dwoje dyrektorów zarządzających: Gabriele Kell oraz Jacek Dychtoń, natomiast w skład rady nadzorczej wchodzą Andrzej Skolmowski, Małgorzata Malec i Witold Szczypiński.

## Produkcja
Grupa Azoty ATT Polymers GmbH specjalizuje się głównie w produkcji poliamidu 6. Dzięki jego wysokiej lepkości stosuje się go m.in. do produkcji folii orientowanej w dwóch kierunkach, znajdującej swoje zastosowanie przy pracy z żywnością. Produkt pod nazwą Alphalon™ został wyróżniony na targach PLASTPOL 2011 w Kielcach.
Zdolności produkcyjne w Grupie Azoty ATT POLYMERS są szacowane na 45 tys. ton rocznie. W 2014 r. Grupa Azoty uzyskała możliwość uruchomienia kolejnej fabryki poliamidu 6 w Tarnowie na terenie krakowskiej specjalnej strefy ekonomicznej o mocy 80 tys. ton rocznie. Dzięki synergii tych instalacji, spółka będzie rocznie produkować ok. 170 tys. t PA6.

## Sukcesy
W 2011 r. na XV Międzynarodowych Targów Przetwórstwa Tworzyw Sztucznych i Gumy PLASTPOL w Kielcach spółka została wyróżniona za alphalon E36LN, służący do wytwarzania folii orientowanej w dwóch kierunkach, która może być stosowana przy pracy z żywnością.